# Караево (Чувашия)
Кара́ево (чув. Карай) — село в Красноармейском муниципальном округе Чувашской Республики.

## География
Находится в северной части Чувашии, на расстоянии приблизительно 7 км на запад-юго-запад по прямой от районного центра села  Красноармейское.

## История
Известно с 1719 года, когда здесь было учтено 85 дворов и 231 мужчина. В 1747 году отмечено 429 мужчин, в 1795 (вместе с 6 выселками) — 139 дворов, 1041 житель, в 1858—220 жителей, в 1906 — 61 двор, 292 жителя, в 1926 — 59 дворов, 279 жителей, в 1939—353 жителя, в 1979—287. В 2002 году было учтено 100 дворов, в 2010 — 84 домохозяйства. В 1930 был образован колхоз "Красный Восток, в 2010 году действовали ООО «Караево», ООО «Крина». С начала XX века до 1930 года действовала Архангельская церковь. До 2021 года являлось административным центром Караевского сельского поселения до его упразднения.

## Население
Постоянное население составляло 269 человек (чуваши 99 %) в 2002 году, 239 в 2010.